# 존 퍼트위
존 데번 롤런드 "존" 퍼트위(영어: John Devon Roland "Jon" Pertwee, 1919년 7월 7일 ~ 1996년 5월 20일)는 잉글랜드의 배우이다. 드라마 닥터 후의 3대 닥터 역을 연기한 것으로 잘 알려져 있다. 아들인 숀 퍼트위도 배우이다.

## 출연 작품
- 우주 용사 슈퍼 테드 (1983)
- 더 워터 베이비 (1978)
- 어드벤쳐 오브 프라이비트 아이 (1977)
- 공룡 사라지다 (1975)
- 퍼니 씽 해펀드 온 더 웨이 투 더 포럼 (1966)